# Wandsbek-Gartenstadt (metropolitana di Amburgo)
Wandsbek-Gartenstadt è una fermata della metropolitana di Amburgo, interscambio fra U1 e U3. È la capolinea della U3 ed è una stazione di transito sulla linea U1.